# Röda holme
Röda holme is een plaats in de Zweedse gemeente Kungsbacka in de provincie Hallands län en het landschap Halland. De plaats heeft 201 inwoners (2005) en een oppervlakte van 43 hectare.